# سانگ‌یانگ چیرمن
سانگ‌یانگ چیرمن (SsangYong Chairman) یک خودروی اندازه بزرگ لوکس است که توسط شرکت کره‌ای سانگ‌یانگ از سال ۱۹۹۷ تا ۲۰۱۷ تولید شد. مدل اصلی در سال ۲۰۰۸ به چیرمن H تغییر نام داد و در همان سال مدل جدیدی از این خودرو معرفی شد که چیرمن W نام گرفت.

## تاریخچه
هنگام عرضه به بازار کره جنوبی در سال ۱۹۹۷، چیرمن یک سدان شرکتی سطح بالا بود. سازنده آن، سانگ‌یانگ، بیشتر به خاطر خودروهای SUV و RV شناخته شده و چیرمن تنها سدان آن بوده است. اولین نسل چیرمن بر روی پلت فرم مرسدس-بنز دبلیو۱۲۴ ساخته شد، اما بیشتر شبیه یک نسخه مدرن‌تر از مرسدس-بنز دبلیو۱۴۰ بود. به طور تصادفی، این طراحی همچنین پیش بینی مرسدس-بنز کلاس-اس (دبلیو۲۲۰) آینده را داشت که منجر به ایجاد حیرت در شرکت آلمانی شد. مرسدس-بنز از سانگ یانگ درخواست کرد که خودرو را دوباره طراحی کند تا کمتر شبیه مرسدس-بنز به نظر برسد و از فروش آن در بازارهای صادراتی توسعه‌یافته مانند اروپا و ایالات متحده خودداری کند.
در ۲۳ نوامبر ۲۰۱۷، شرکت سانگ‌یانگ موتور اعلام کرد که به منظور تمرکز مضاعف بر SUVها و کراس‌اوورها، تولید چیرمن پس از کمی بیش از بیست سال متوقف خواهد شد.

## نگارخانه

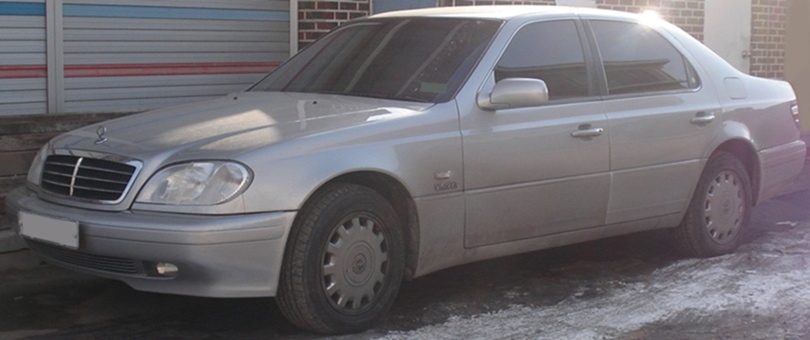
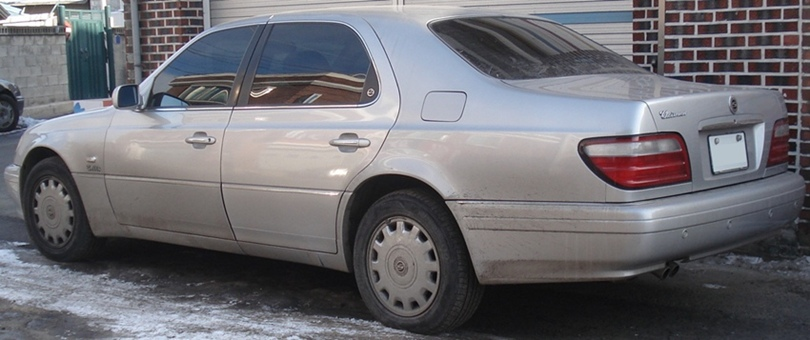
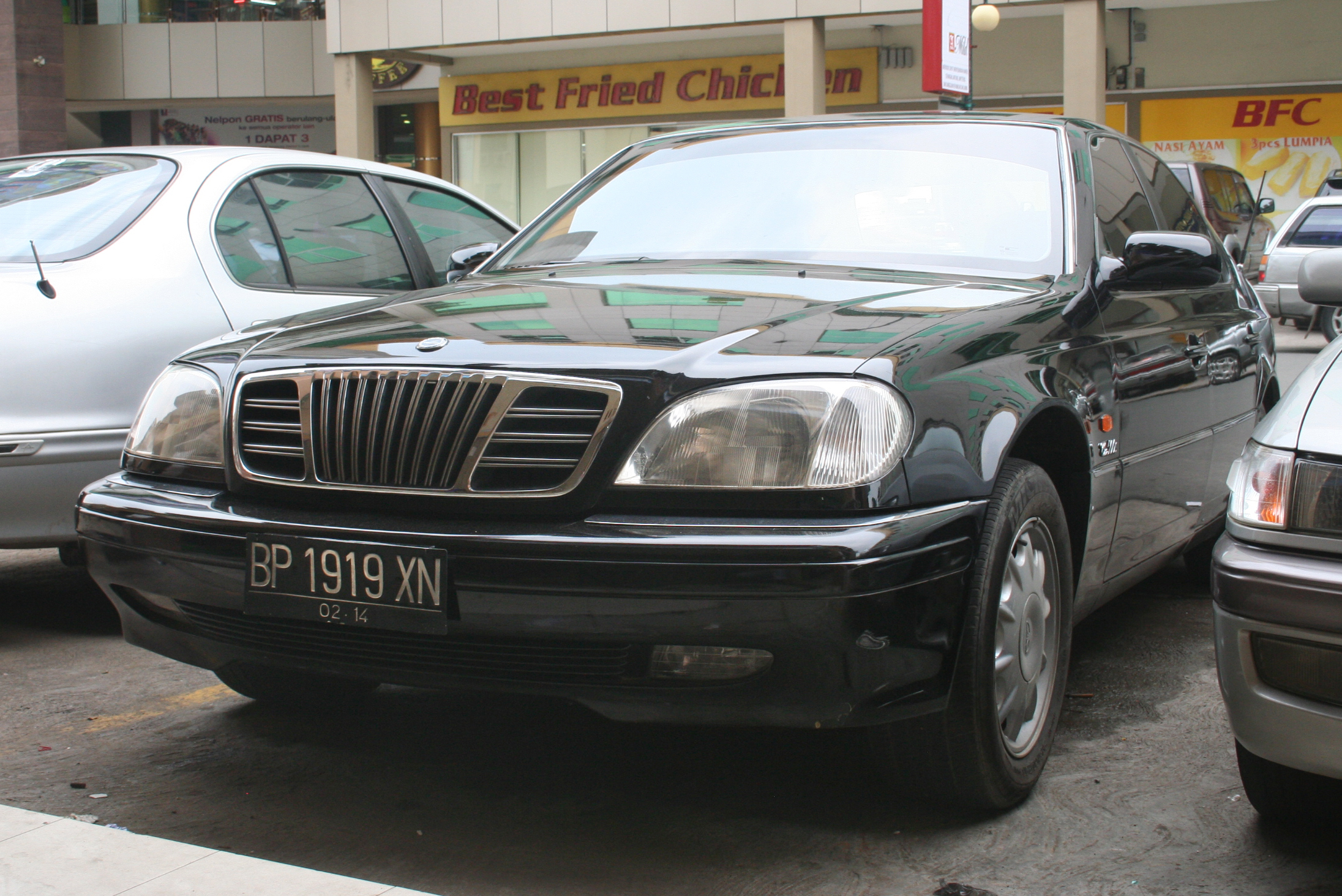
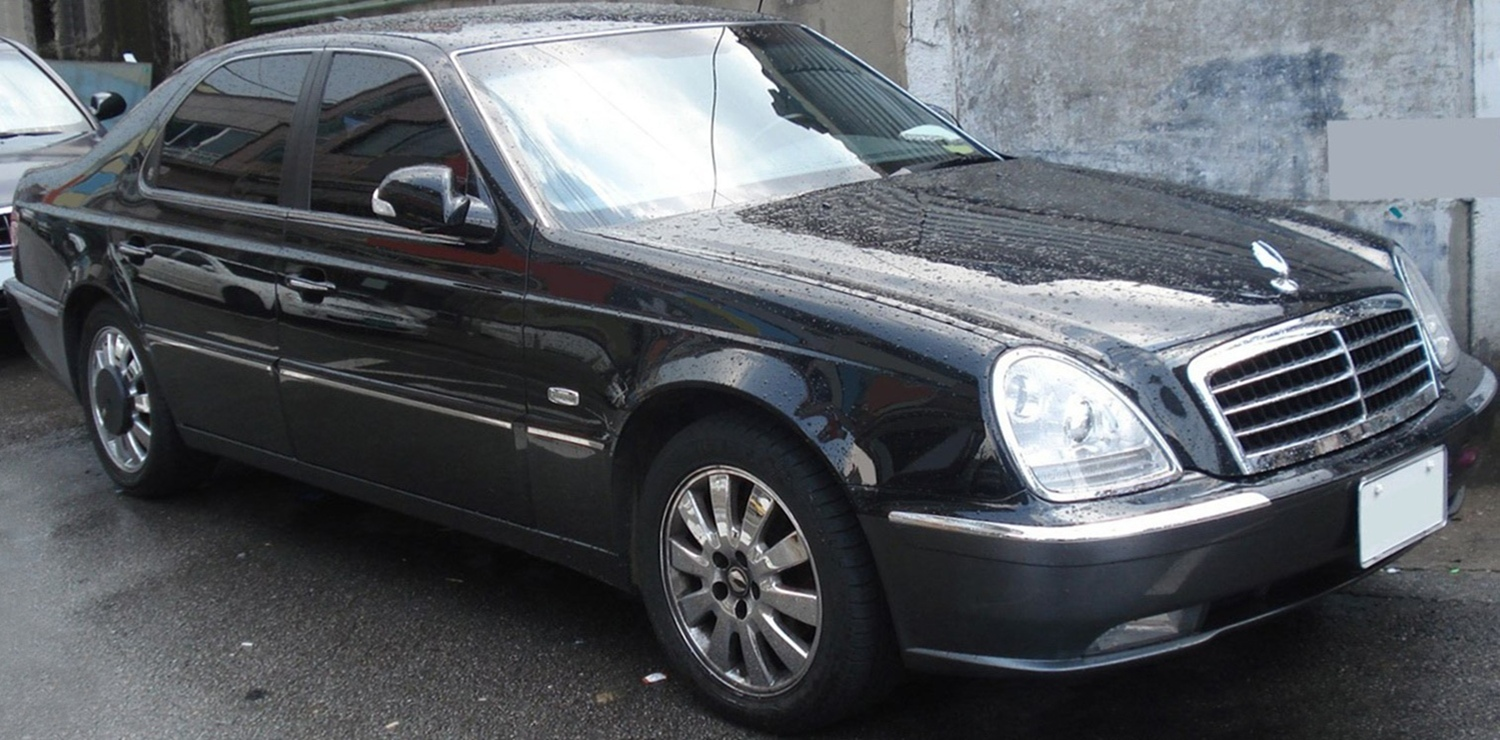
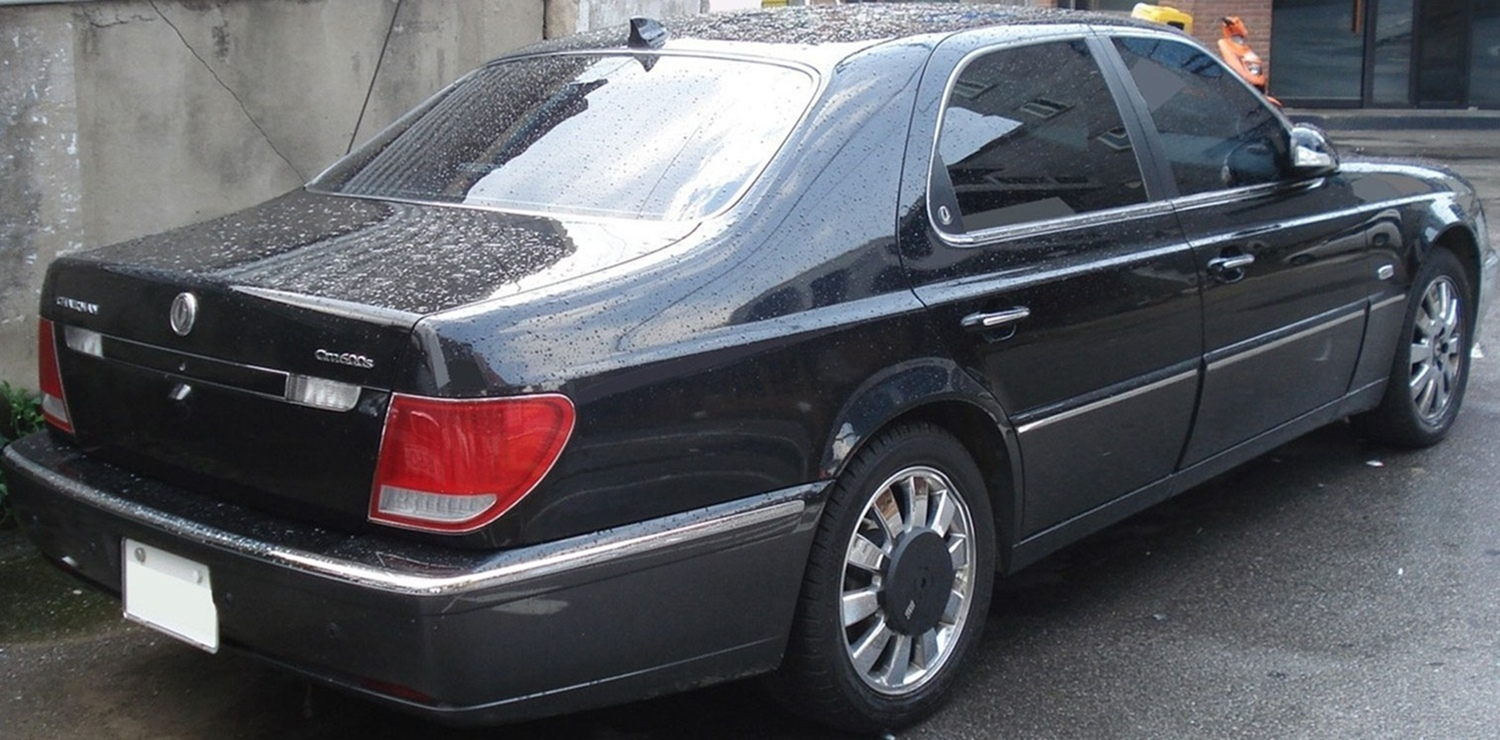
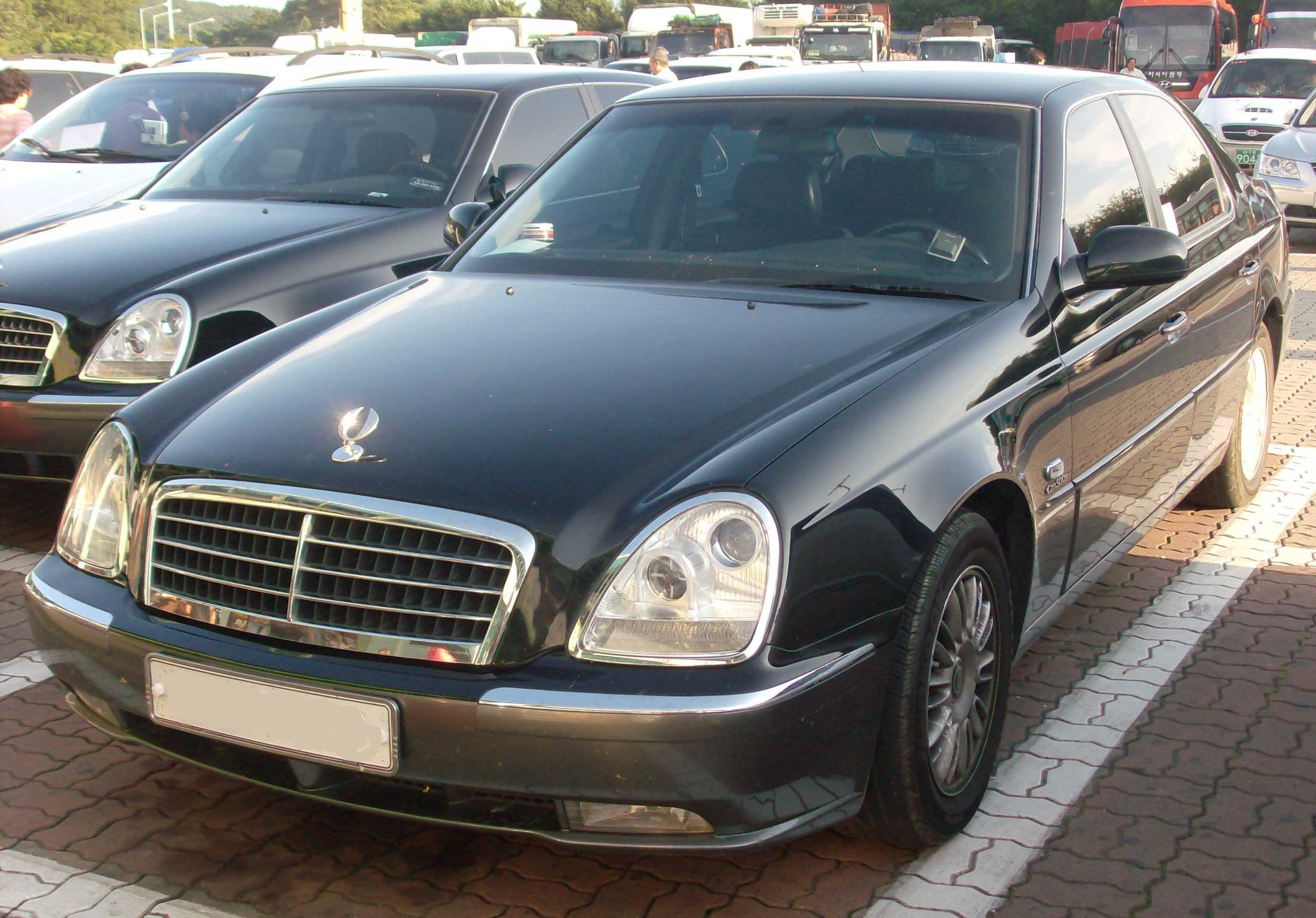
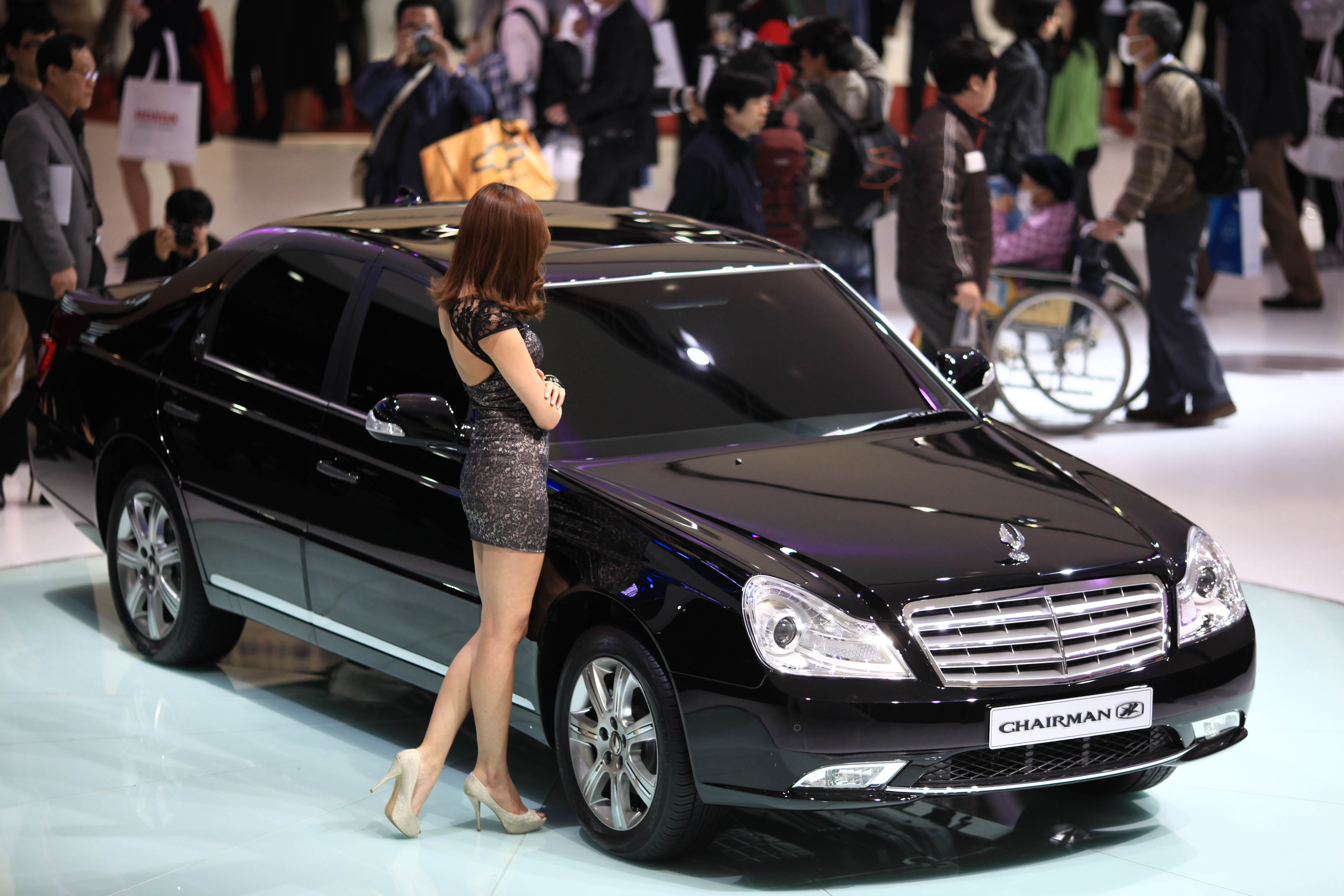

## امکانات
| کیسه هوای راننده و سرنشین جلو                                        |
| ABS                                                                  |
| رادیو DVD-CD با ۱۲ بلندگو-چنجر ۸ تایی                                |
| تهویه مطبوع با کنترل اتوماتیک / فیلتر کیفیت هوا                      |
| تنظیم برقی صندلی راننده / کمربند ایمنی پیش کشنده                     |
| تنظیم برقی آینه‌ها با گرمکن / شیشه بالابر جلو و عقب برقی              |
| کروز کنترل / سنسور پارک عقب / جالیوانی صندلی‌های عقب با گرمکن و سردکن |